# 罗克蒙 (瓦兹省)
罗克蒙（法語：Rocquemont，法語發音：[ʁɔkmɔ̃]）是法国瓦兹省的一个市镇，属于桑利斯区。

## 地理
罗克蒙（49°15'32"N, 2°49'6"E）面积6.26 平方千米，位于法国上法蘭西大區瓦兹省，该省份为法国北部内陆省份，北起索姆省，西接厄尔省和滨海塞纳省，南至塞纳-马恩省和瓦兹河谷省，东临埃纳省。
与罗克蒙接壤的市镇（或旧市镇、城区）包括：贝蒂西圣马丹、迪维、格莱涅、内里、塞里-马涅瓦勒、特吕米利。

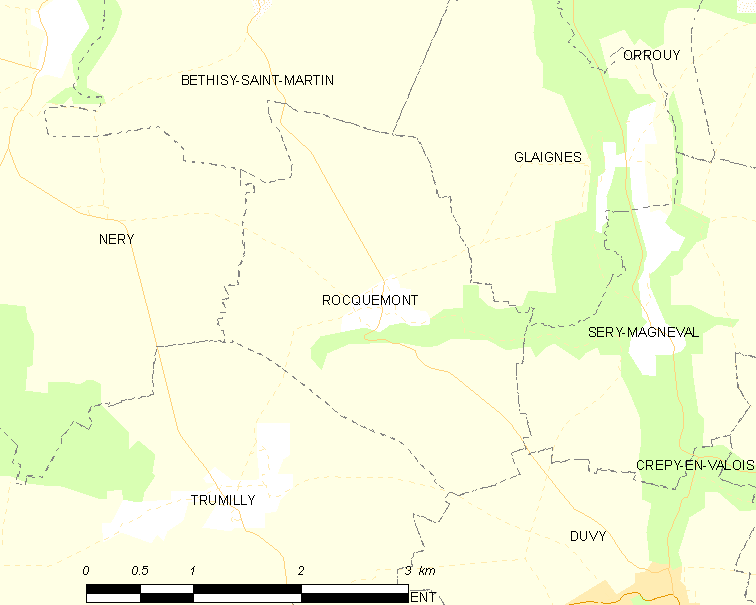
的OSM定位图

罗克蒙的时区为UTC+01:00、UTC+02:00（夏令时）。

## 行政
罗克蒙的邮政编码为60800，INSEE市镇编码为60543。

## 政治
罗克蒙所属的省级选区为瓦卢瓦地区克雷皮县。

## 人口

1962-2008年间人口变化图示

罗克蒙于2022年1月1日时的人口数量为118人。